# 都市計画道路東合川野伏間線
都市計画道路東合川野伏間線（としけいかくどうろ ひがしあいかわのぶすません）とは、福岡県久留米市東合川の野々下交差点から同市野伏間の野伏間交差点に至る、国道322号と福岡県道86号、市道から構成される都市計画道路である。外環状道路とも呼ばれ、内環状道路、中環状道路とともに久留米市の環状道路を構成する。

## 概要
福岡県南部の久留米都市圏を通過する主要道路の多くが久留米市街地を経由し、生活移動とその他の交通が交錯している状況にあった。特に従来からの市街地の中核を成す西鉄久留米駅前の東町交差点では国道3号と国道322号、国道209号が交差している。また、国道3号のほとんどが片側1車線である他、九州自動車道久留米インターチェンジのアクセス道路も乏しく、市街地の渋滞は年々悪化していった。本道路は久留米市街中心地に対する環状道路としての役割を持ち、市街地に流入する車両を減らす他、市内各地や主要国道から久留米ICへのアクセス充実を図るべく建設された。将来は鳥栖久留米道路と直結し、国道3号のバイパスとしての役割も担うことが期待されている。

### 道路データ
- 距離：6,54km[2]
- 標準幅員：25m、4車線
- 起点：久留米市東合川（国道210号交点、国道322号重複）
- 終点：久留米市野伏間（国道209号交点、福岡県道89号瀬高久留米線終点）
- 道路区分：第4種1級
- 設計速度：60km/h
- 計画交通量：31000台/日

## 歴史
- 1962年（昭和37年） -  都市計画決定[1]。
- 1973年（昭和48年） - 久留米IC前後の区間0.975km（野々下交差点～高速道入口交差点）開通。
- 1997年（平成9年） - 国道3号交点から国道209号交点区間1.94km（上津荒木交差点～野伏間交差点）が上津藤光バイパスの名称で開通。
- 2006年（平成18年）6月 - 県道752号交点から国道3号交点区間1.11km（北島交差点～上津荒木交差点）開通。道路としては4月に完成していたが、福岡県公安委員会が信号機設置予算を計上していなかったため、供用は次年度になりそうな状態であった。急遽補正予算を確保され6月の供用開始となった。
- 2008年（平成20年）10月 - 県道750号交点から県道800号交点区間0.60km（御井小学校西交差点～矢取西交差点）開通。
- 2012年（平成24年）4月 - 国道322号線交点から県道750号交点区間0.96km（高速道入口交差点～御井小学校西交差点）開通。
- 2014年（平成26年）3月21日 - 県道800号交点から県道752号交点区間1.26km（御井小学校西交差点～北島交差点）が開通し、全線供用開始[3]。

## 区間別概況
周辺道路の概況も同時に示す。それぞれの当該道路に関しては各路線の記事を参照のこと。

### 野々下～高速道入口（国道322号）
1973年、久留米IC開業と共に開通した1km弱の区間で、国道322号の一部である。国事業区間として建設された。合川大橋から南進し野々下交差点（国道322号）を直進するとそのまま本道路に入り、途中で久留米ICと接続する。久留米IC南側の高速道入口交差点（国道322号・県道53号）は立体交差となっており、側道が国道322号、本線は県道86号となる。本道路は同市東合川にある野々下交差点を起点として計画されたが、長らく当区間のみの共用となっていた。
1970年に国道322号が新たに指定された際、この近辺のルートは、大刀洗町内から西鉄天神大牟田線に平行して宮の陣橋を渡り、中央公園の西側を経由して通町十丁目交差点から国道3号と交差するルートだったが、1988年の合川大橋開通に伴う国道区間指定変更でこの区間が国道322号となり、合川大橋 - 久留米IC - 高速道入口交差点 - 千本杉交差点 - 東町交差点というルートになった。また、このうち高速道入口交差点 - 東町交差点はもともと国道210号の区間で、国道210号は起点が東町交差点から東櫛原交差点となり、久留米東バイパス経由へ変更された。
以上に伴い国道指定を解除された区間について、大刀洗町内から通町十丁目交差点までの旧国道322号は県道88号に、高速道入口交差点から筑水高校前交差点（久留米東バイパス終点）までの旧国道210号は県道53号と市道に変更された。

### 高速道入口～矢取西（県道86号）
2008年に御井小学校西交差点（県道800号）～矢取西（県道750号）交差点、2012年に高速道入口交差点～御井小学校西交差点が供用を開始した1.56kmの区間で、県道86号の一部。県事業区間として建設された。久留米インター南側のアンダーパス本線入口からが県道86号となり、高速道入口交差点とJR久大本線の下をくぐる。現在本道路がある位置は元々住宅街で、国分町や高良内町から久留米ICへ向かう車が高速道入口交差点に出る狭隘な生活道路へ大量に流入していたため、久大本線の踏切と相まって終日渋滞していた。
2012年の当区間開通と共に本道路が県道86号として指定され、並行する旗崎交差点から矢取交差点までの区間が県道指定を解除されると共に、矢取西交差点から矢取交差点までは県道800号との重複区間となった。これに伴い旗崎交差点から矢取交差点の間で朝の時間帯に設定されていた一方通行規制は廃止された。

### 矢取西～上津荒木

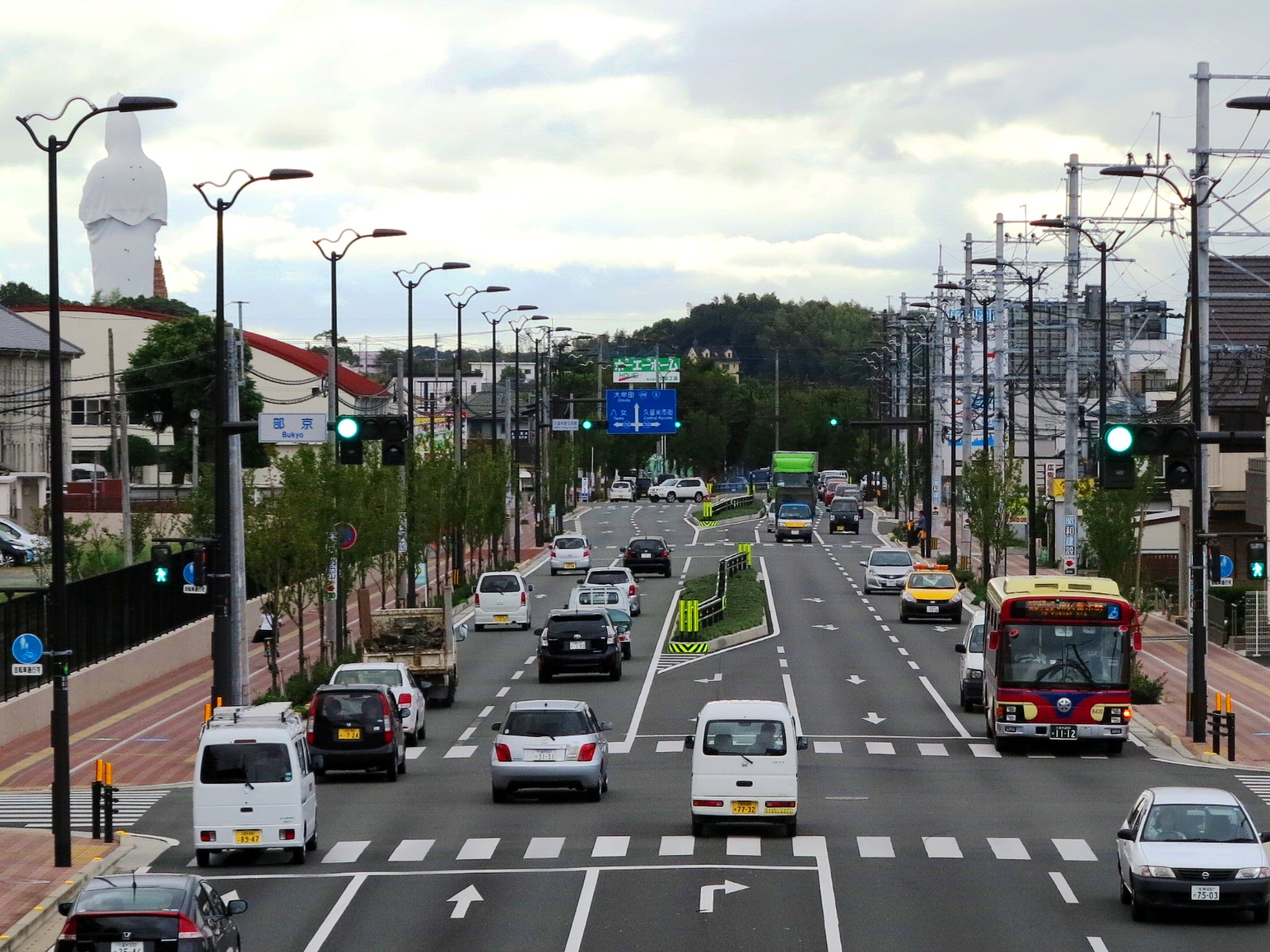
部京交差点付近

2006年に北島交差点（県道752号）～上津荒木（国道3号）、2013年に矢取西交差点～北島交差点が開通した2.37kmの区間で、全て市道。2006年開通分は県事業区間として、2013年開通分は市事業区間として建設された。本道路と並行する道路は特に存在しなかったが、開通にあわせて隅山の下を通るトンネル（隅山第一・第二隧道）が建設された。
当区間の内北島交差点から部京交差点まではもともと自衛隊久留米駐屯地の敷地西縁を通る1.5車線道路が存在しており、本道路の開通に伴って拡張された。

### 上津荒木～野伏間（上津藤光バイパス）
1997年に開通した1.94kmの区間で、県事業区間として建設された。全線が市道区間。国道3号と国道209号をつなぐ道路として本道路の中では比較的早期に開通したため、バイパスの名称がつけられている。一般には上津バイパスの呼称が浸透している。全線片側2車線。
周辺はロードサイド店舗が数多く存在しているが、終点の上津荒木（こうだらき）交差点は接続する国道3号が両方向とも一車線の区間であり、混雑しやすい。
2021年現在、開通から24年が経過しており車道や歩道の劣化が進んでいる。(久留米インターまで全線開通した事により大型車等の通行が増えた為)

## 別名
- 上津バイパス（久留米市）

## 接続路線
- 国道322号（鳥栖久留米道路） - 野々下交差点
- 国道210号 - 野々下交差点
- 九州自動車道 - 久留米インターチェンジ
- 国道322号 - 高速道入口交差点
- 福岡県道53号久留米筑紫野線 - 高速道入口交差点
- 福岡県道750号御井諏訪野線 - 御井小学校西交差点
- 福岡県道800号湯ノ原合川線 - 矢取西交差点
- 福岡県道752号藤山国分一丁田線 - 北島交差点
- 国道3号 - 上津荒木（こうだらき）交差点
- 福岡県道758号藤田日吉町線 - 本山交差点
- 国道209号 - 野伏間（のぶすま）交差点
- 福岡県道89号瀬高久留米線 - 野伏間交差点

## 周辺施設
TSUTAYAは、かつて野伏間交差点付近と上津荒木交差点のわずか2キロほどの間に2店舗が営業していた。これは、上津町側の店舗が元々カメラのキタムラが運営するレンタルビデオ店であったのが、キタムラのレンタルビデオ業からの撤退とTSUTAYAとの業務提携のために、それまでキタムラが運営していた店舗を全てTSUTAYAへと譲ったためであった。しかし、2009年3月に野伏間側の店舗が閉店（現在店舗跡はブックオフが入店）し、現在は上津町側のみにある。
- 久留米市役所千歳市民センター
- 久留米地域地場産業振興センター
- JR久大本線 久留米大学前駅、御井駅
- 高良大社
- 西鉄バス久留米本社
- 久留米市役所高牟礼市民センター
- 久留米競輪場
- 久留米サイクルファミリーパーク
- 陸上自衛隊久留米駐屯地
- 久留米大学医療センター
- JAくるめ南部支店
- 久留米市役所上津市民センター
- 久留米広域消防本部久留米消防署南出張所
- メロンドーム久留米店（熊本県菊池市にある道の駅七城メロンドームのサテライトショップ）